# Penis captivus
Penis captivus (łac. penis uwięziony) – stan, w którym penis zostaje zatrzymany w pochwie podczas stosunku seksualnego i nie ma możliwości jego wysunięcia, bez względu na stopień erekcji. Przyczyną tego stanu jest zaciśnięcie z dużą siłą mięśni pochwy na penisie.
Penis captivus zdarza się jako chwilowy, prawidłowy element zachowań kopulacyjnych u niektórych gatunków, w tym człowieka. 
Stanu penis captivus nie należy mylić z zaburzeniem zwanym waginizmem, w którym skurcz mięśni pochwy uniemożliwia stosunek seksualny.

## Historia
Pierwsza wzmianka na temat fenomenu penis captivus została sporządzona przez „Egertona Yorricka Davisa” w 1884. Zamieszczono ją na łamach czasopisma medycznego „The Philadelphia Medical News”. Jak się później okazało, artykuł ten był mistyfikacją dokonaną przez Williama Oslera, który pod wspomnianym pseudonimem dokonał w młodości kilku jeszcze innych podobnego rodzaju żartów. Stan penis captivus został także wspominany w liście do „British Medical Journal” w 1947. Inny przypadek podał Musgrave.

## Penis captivus w popkulturze
Fenomen penis captivus pojawił się w:
- filmie Urban Legend, 1998
- powieści Jackie Collins pt. Hollywood Wives
- książce The Kitchen God's Wife autorstwa Amy Tan
- książce The Singapore Grip pisarza J.G. Farrell, 1978
- opowiadaniu Pan Rejent pisarza Bohumila Hrabala, 1978
- powieści Pavla Kohouta Kacica, 1970
- książce Malowany ptak autorstwa Jerzego Kosińskiego.